# Geometria konforemna
Geometria konforemna – dział badający odwzorowania równokątne (zachowujące kąt, konforemne) określone na rozmaitościach riemmanowskich lub rozmaitościach pseudoriemannowskich. W szczególności geometria konforemna w dwóch (rzeczywistych) wymiarach jest geometrią płaszczyzn riemannowskich.